# Hontet
Hontet (en francès Fontet) és un municipi francès situat al departament de la Gironda i a la regió de la Nova Aquitània.

## Demografia
| 1962                                       | 1968 | 1975 | 1982 | 1990 | 1999 | 2007 |
| ------------------------------------------ | ---- | ---- | ---- | ---- | ---- | ---- |
| 577                                        | 626  | 636  | 672  | 715  | 731  | 733  |
| Des de 1962: població sense dobles comptes |      |      |      |      |      |      |

## Administració
| Període   | Identitat         | Partit |
| --------- | ----------------- | ------ |
| 1959-1971 | Roger Carcauzon   |        |
| 1971-1983 | Guillaume Pouchet |        |
| 1983-2001 | Guy Campodarve    |        |
| 2001-     | Jean-Marie Mongie |        |